# Parakan Jaya
Parakan Jaya is een bestuurslaag in het regentschap Bogor van de provincie West-Java, Indonesië. Parakan Jaya telt 10.648 inwoners (volkstelling 2010).